# Boscia

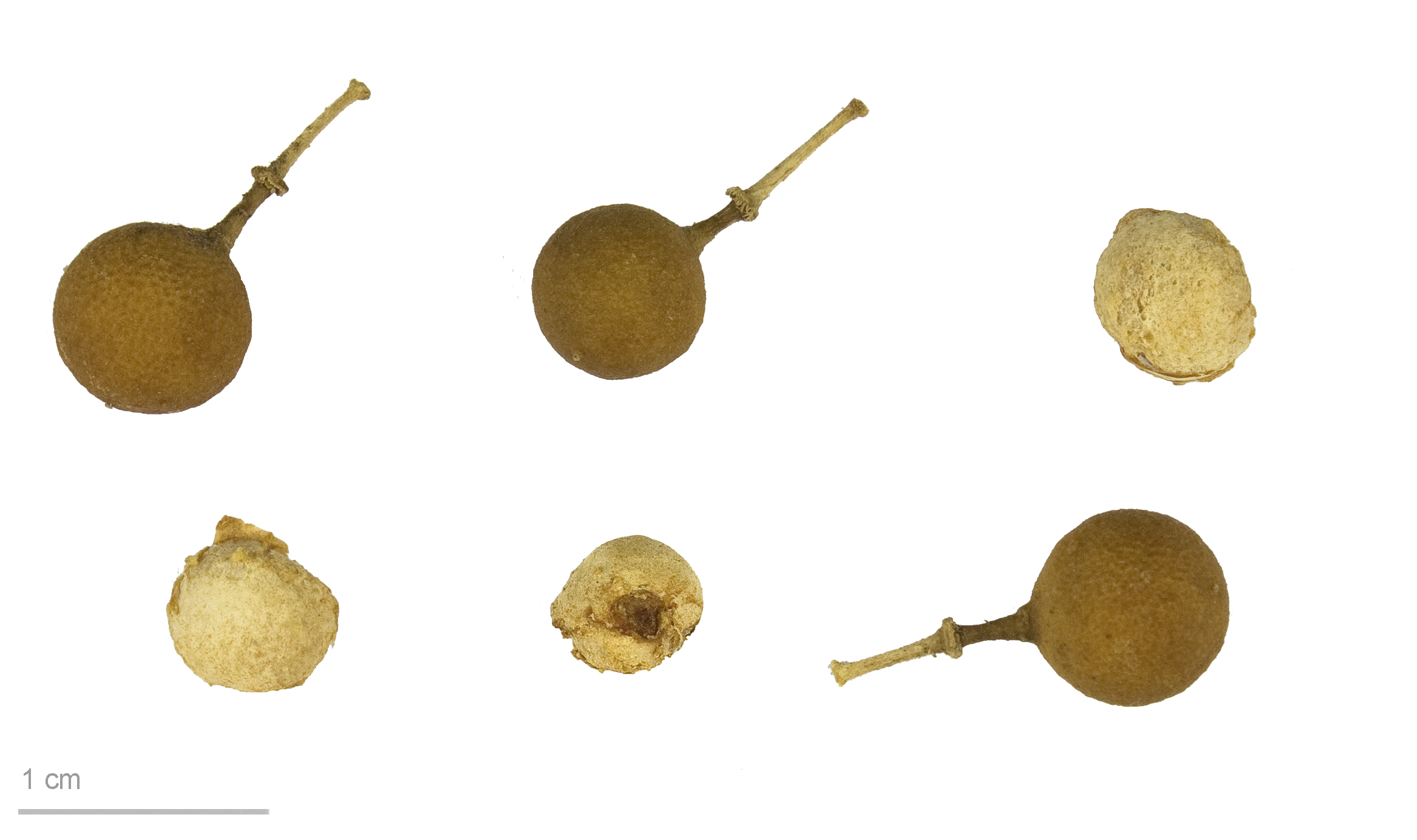
Boscia angustifolia - MHNT

Boscia é um género botânico pertencente à família Capparaceae.

## Espécies
- Boscia albitrunca
- Boscia angustifolia
- Boscia foetida